# 今村昌弘
今村 昌弘（いまむら まさひろ、1985年 -）は、日本の推理小説家。長崎県出身。代表作は『屍人荘の殺人』シリーズ。

## 略歴・人物

### 人物
長崎県諫早市生まれ、兵庫県神戸市育ち。
岡山大学医学部保健学科放射線技術科学専攻を卒業。
声優の入江麻衣子ははとこである。

### 受賞まで
大学卒業後、診療放射線技師として勤務しながら小説を書き続ける。29歳で退職し執筆に集中。
2017年、『屍人荘の殺人』で第27回鮎川哲也賞を受賞する。受賞作について、推理作家の北村薫は、「奇想と本格ミステリの融合が、実に見事。この頭の働きには、素直に脱帽するしかありません」と評している。同作は「このミステリーがすごい！2018」第1位、「2018 週刊文春ミステリーベスト10」第1位、「2018 本格ミステリ・ベスト10」第1位、第15回本屋大賞第3位、第18回本格ミステリ大賞など、デビュー作ながら高く評価された。2019年には映画化された。
受賞時点の紹介では「フリーター」「兵庫県在住」と記されている。

## ミステリ・ランキング
- 週刊文春ミステリーベスト10
  - 2017年 - 『屍人荘の殺人』1位
  - 2019年 - 『魔眼の匣の殺人』3位
  - 2021年 - 『兇人邸の殺人』3位
  - 2023年 - 『でぃすぺる』10位
  - 2024年 - 『明智恭介の奔走』7位

- このミステリーがすごい!
  - 2018年 - 『屍人荘の殺人』1位
  - 2020年 - 『魔眼の匣の殺人』3位
  - 2022年 - 『兇人邸の殺人』4位
  - 2024年 - 『でぃすぺる』28位
  - 2025年 - 『明智恭介の奔走』13位

- 本格ミステリ・ベスト10
  - 2018年 - 『屍人荘の殺人』1位
  - 2020年 - 『魔眼の匣の殺人』2位
  - 2022年 - 『兇人邸の殺人』3位
  - 2024年 - 『でぃすぺる』14位
  - 2025年 - 『明智恭介の奔走』26位

- ミステリが読みたい!
  - 2019年 - 『屍人荘の殺人』2位
  - 2020年 - 『魔眼の匣の殺人』3位
  - 2022年 - 『兇人邸の殺人』5位
  - 2024年 - 『でぃすぺる』19位
  - 2025年 - 『明智恭介の奔走』16位

- MRC大賞
  - 2023年 - 『でぃすぺる』10位
  - 2024年 - 『明智恭介の奔走』5位

## 作品リスト

### 剣崎比留子シリーズ
- 屍人荘の殺人（2017年10月 東京創元社 ISBN 978-4-488-02555-7 / 2019年9月 創元推理文庫 ISBN 978-4-488-46611-4）
- 魔眼の匣の殺人（2019年2月 東京創元社 ISBN 978-4-488-02796-4 / 2022年8月 創元推理文庫 ISBN 978-4-488-46612-1）[13]
- 兇人邸の殺人（2021年7月 東京創元社 ISBN 978-4-488-02845-9）
- 明智恭介の奔走（2024年6月 東京創元社 ISBN 978-4-488-02906-7）
  - 収録作品：最初でも最後でもない事件 / とある日常の謎について / 泥酔肌着引き裂き事件 / 宗教学試験問題漏洩事件 / 手紙ばら撒きハイツ事件

### その他の作品
- ネメシスI（2021年3月 講談社タイガ ISBN 978-4-06-522825-8）
- でぃすぺる（2023年9月 文藝春秋 ISBN 978-4-16-391749-8）

### アンソロジー収録
「」内が今村昌弘の作品
- Jミステリー2022 SPRING（2022年4月 光文社文庫 ISBN 978-4-334-79347-0）「ある部屋にて」
- 本格王2023（2023年6月 講談社文庫 ISBN 978-4-06-531938-3）「ある部屋にて」
- 有栖川有栖に捧げる七つの謎（2024年11月 文春文庫 ISBN 978-4-16-792297-9）「型取られた死体は語る」
- あえのがたり（2025年1月、講談社） ISBN 978-4065378762）「予約者のいないケーキ」

### 単行本未収録作品
- 型取られた死体は語る（文藝春秋『オール讀物』2024年7・8月号）

### テレビドラマ
- ネメシス（2021年4月 - ） - 脚本協力[14]

### ゲーム
- 歪んだ実験室の殺人（2024年1月 マダミスアプリ「ウズ」） - 原作・シナリオ[15]

### 漫画
- 屍人荘の殺人（集英社〈JUMP COMICS+〉、作画：ミヨカワ将、全4巻、2019年12月 - 2021年7月）